# Коммиски, Генри
Генри Альфред Коммиски-старший (англ. Henry Alfred Commiskey Sr.; 10 января 1927 — 16 августа 1971) — майор Корпуса морской пехоты США, участник Второй мировой войны (битва за Иводзиму) и Корейской войны (высадка в Инчхоне). В звании лейтенанта стал первым морским пехотинцем, получившим медаль Почёта за необычайный героизм проявленный в ходе Корейской войны, возглавив атаку на высоту и уничтожение семерых вражеских солдат в рукопашном бою.

## Биография
Генри Коммиски родился 10 января 1927 года в Хаттисберге, штат Миссисипи. Он посещал школу св. Сердца в Хаттисберге и работал тормозным кондуктором на центральной железной дороге Иллинойса. 12 января 1944 года спустя два дня после своего 17-го дня рождения он вступил в ряды корпуса морской пехоты. Он прослужил в низовом составе более пяти лет, 21 месяц провёл за морем. Прошёл рекрутскую подготовку на базе Сан-Диего, штат Калифорния, затем служил на базе Кэмп-Пендлтон, на Гавайях, на тихоокеанском театре Второй мировой войны и в Японии.
В ходе Второй мировой войны он получил ранение в ходе сражения за Иводзиму и получил похвальное письмо «за демонстрацию высоких качеств лидерства и мужества перед лицом упорного и фанатичного противника».
Коммиски был строевым инструктором на базе подготовки рекрутов Пэррис-айленд, штат Южная Каролина. Он дослужился до звания штаб-сержант и был принят на офицерские курсы. 10 сентября 1949 года он получил звание второго лейтенанта. В июне 1950 года Коммиски завершил подготовку и преподавал на боевой секции школы корпуса морской пехоты в Куантико, штат Виргиния. В августе 1950 Коммиски отправился в Корею вместе с первым полком морской пехоты.
20 сентября 1950 года, спустя несколько дней после высадки в Инчхоне, где участвовал Коммиски он совершил подвиг близ Йонгдунпо, на окраинах Сеула. В ходе этого боя второй лейтенант Коммиски избежал ранений но спустя неделю был ранен. 8 декабря 1950 года он получил новое ранение после которого вернулся в США, где был помещён в военно-морской госпиталь в Пенсаколе. После излечения первый лейтенант Коммиски служил на ракетном полигоне в Лейк-Денмарк, округ Моррим, штат Нью-Джерси. В июне 1951 года Коммиски был произведён в первые лейтенанты.
1 августа 1951 года на церемонии в Белом доме президент США Гарри Трумэн вручил Коммиски высшую награду за храбрость за его действия 20 сентября 1950 года близ Йонгдунпо, Корея в пригородах Сеула.
В сентябре 1951 года Коммиски поступил на учёбу на базе военно-морской авиации в Пенсаколе. В июне 1953 года Коммиски завершил обучение и стал лётчиком. Позднее он прошёл переподготовку на реактивных самолётах в Эль-Торо, штат Калифорния. В июле 1953 он был произведён в капитаны.
В апреле 1954 года Коммиски вернулся в Корею и стал пилотом 212 атакующей эскадрильи 12-й воздушной группы, первого крыла морской пехоты.
В сентябре 1954 года Коммиски вернулся в США и по собственной просьбе перевёлся в пехоту. В декабре 1954 года он перешёл в первую дивизию морской пехоты, где служил командиром роты, заместителем S-3 в первом служебном полку и офицером дивизии по повторному зачислению. С сентября 1956 года по июль 1959 года он возглавлял рекрутскую станцию 6-го резервного корпуса резерва морской пехоты и рекрутского района г. Джексон, штат Миссисипи . В июле 1959 года он был произведён в майоры.
В июне 1960 года майор Коммиски окончил младший курс в школе корпуса морской пехоты в Куантико, штат Виргиния, затем служил инструктором, командиром учебной роты и старшим помощником командира базовой школы в Куантико. Перед своей отставкой в августе 1966 года он служил рекрутёром.
Последние годы Коммиски провёл в г. Меридиан, штат Миссисипи. Отец Коммиски умер в 1969 году, после чего его здоровье пошатнулось. 16 августа 1971 года жена, вернувшись домой, нашла его тело. Ему было 44 года. Коронёр округа после расследования установил, что Коммиски застрелился. Тело его было кремировано, пепел рассеян его сыном над Тихим океаном. На кладбище Хайланд в Гаттисбурге, штат Миссисипи был воздвигнут кенотаф.

## Наградная запись
Президент Соединённых штатов с удовольствием вручает МЕДАЛЬ ПОЧЁТА
ПЕРВОМУ ЛЕЙТЕНАНТУ ГЕНРИ А. КОММИСКИ
КОРПУС МОРСКОЙ ПЕХОТЫ США
за службу указанную в следующей ЦИТАТЕ:

За выдающуюся храбрость и отвагу, [проявленные] с риском для жизни при выполнении и перевыполнении долга службы на посту командира взвода роты С первого батальона первого полка первой (усиленной) дивизии морской пехоты в бою против сил вражеского агрессора близ Йонгдунпо, Корея 26 сентября 1950 года. Руководя атакой на хорошо окопавшиеся войска на высоте 85 первый лейтенант Коммиски, тогда второй лейтенант возглавил штурм, преодолевая бегом крутые склоны. Хладнокровно игнорируя вражеский пулемётный и стрелковый огонь он далеко оторвался от взвода и стал первым человеком достигшим гребня высоты. Вооружённый только пистолетом он запрыгнул во вражеское пулемётное укрепление, занятое пятью солдатами, занятое пятью солдатами и быстро уложил из пистолета четверых из них. Схватившись с пятым, первый лейтенант Коммиски ударил его об землю и держал его, пока не смог завладеть оружием солдата своего взвода и уничтожил последнего солдата из вражеского пулемётного расчёта. Продолжив свой смелый штурм Коммиски достиг следующего укрепления, уничтожил двух или больше солдат и затем возглавил свой взвод затем повёл свой отряд к задней высоте холма, чтобы разгромить остаток врага. Его доблестное лидерство и храбрый боевой дух послужили к вдохновлению солдат его роты на героические достижения в захвате цели и принесли высочайшую честь первому лейтенанту Коммиски и военно-морской службе США.
/подп./ Гарри Трумэн
Оригинальный текст (англ.)
The President of the United States takes pleasure in presenting the MEDAL OF HONOR to
FIRST LIEUTENANT HENRY A. COMMISKEY
UNITED STATES MARINE CORPS
for service as set forth in the following CITATION:

For conspicuous gallantry and intrepidity at the risk of his life above and beyond the call of duty while serving as a Platoon Leader in Company C, First Battalion, First Marines, First Marine Division (Reinforced), in action against enemy aggressor forces near Yongdungp'o, Korea, on 20 September 1950. Directed to attack hostile forces well dug in on Hill 85, First Lieutenant Commiskey, then Second Lieutenant, spearheaded the assault, charging up the steep slopes on the run. Coolly disregarding the heavy enemy machine-gun and small-arms fire, he plunged on well forward of the rest of his platoon and was the first man to reach the crest of the objective. Armed only with a pistol, he jumped into a hostile machine-gun emplacement occupied by five enemy troops and quickly disposed of four of the soldiers with his automatic pistol. Grappling with the fifth, First Lieutenant Commiskey knocked him to the ground and held him until he could obtain a weapon from another member of his platoon and kill the last of the enemy gun crew. Continuing his bold assault, he moved to the next emplacement, killed two or more of the enemy and then led his platoon toward the rear nose of the hill to rout the remainder of the enemy. His valiant leadership and courageous fighting spirit served to inspire the men of his company to heroic endeavor in seizing the objective and reflect the highest credit upon First Lieutenant Commiskey and the United States Naval Service.
/S/ HARRY S. TRUMAN
— 

| |                                                                                      |  |  |  |  |  |  |  |  |  |  |
| Золотая звезда повторного награждения · Золотая звезда повторного награждения · Бронзовая звезда за службу · Бронзовая звезда за службу |                                                                                      |  |  |  |  |  |  |  |  |  |  |
| | Бронзовая звезда за службу                                                           |  |  |  |  |  |  |  |  |  |  |
| Бронзовая звезда за службу | Бронзовая звезда за службу · Бронзовая звезда за службу · Бронзовая звезда за службу |  |  |  |  |  |  |  |  |  |  | 
| Naval Aviator Badge |                                                                   |                                                                   |                                                                   |                                                                       |                                                                       |                                                                       |                                           |                                           |                                           |                                                             |                                                             |                                                             |
| 1st Row             | Медаль Почёта                                                     | Медаль Почёта                                                     | Медаль Почёта                                                     | Пурпурное сердце с двумя золотыми звёздами                            | Пурпурное сердце с двумя золотыми звёздами                            | Пурпурное сердце с двумя золотыми звёздами                            | Похвальная медаль                         | Похвальная медаль                         | Похвальная медаль                         | Presidential Unit Citation с двумя бронзовыми звёздами      | Presidential Unit Citation с двумя бронзовыми звёздами      | Presidential Unit Citation с двумя бронзовыми звёздами      |
| 2nd Row             | Медаль «За безупречную службу»                                    | Медаль «За безупречную службу»                                    | Медаль «За безупречную службу»                                    | Медаль «За Азиатско-тихоокеанскую кампанию» с одной бронзовой звездой | Медаль «За Азиатско-тихоокеанскую кампанию» с одной бронзовой звездой | Медаль «За Азиатско-тихоокеанскую кампанию» с одной бронзовой звездой | Медаль Победы во Второй мировой войне     | Медаль Победы во Второй мировой войне     | Медаль Победы во Второй мировой войне     | Медаль «За службу в оккупационной армии» (с пряжкой «Азия») | Медаль «За службу в оккупационной армии» (с пряжкой «Азия») | Медаль «За службу в оккупационной армии» (с пряжкой «Азия») |
| 3rd Row             | Медаль «За службу национальной обороне» с одной бронзовой звездой | Медаль «За службу национальной обороне» с одной бронзовой звездой | Медаль «За службу национальной обороне» с одной бронзовой звездой | Медаль «За службу в Корее» с тремя бронзовыми звёздами                | Медаль «За службу в Корее» с тремя бронзовыми звёздами                | Медаль «За службу в Корее» с тремя бронзовыми звёздами                | Благодарность президента Республики Корея | Благодарность президента Республики Корея | Благодарность президента Республики Корея | Медаль «За службу ООН в Корее»                              | Медаль «За службу ООН в Корее»                              | Медаль «За службу ООН в Корее»                              |
5 июня 2004 года почтовое отделение в Хаттисбурге (штат Миссисипи) получило официальное название «здание почтонвого отделения майора Генри А. Коммиски».

- Список участников Корейской войны, награждённых медалью Почёта

1. 
2. 
3. 
4. 
5. 
6. 

- Коммиски, Генри (англ.) на сайте Find a Grave
- Major Henry Alfred Commiskey Sr., USMC. Who's Who in Marine Corps History. History Division, United States Marine Corps. Дата обращения: 14 октября 2007.
- 1stLt Henry A. Commiskey, Medal of Honor, 1950, 1/1/1, Korea (Medal of Honor citation). Marines Awarded the Medal of Honor. History Division, United States Marine Corps. Дата обращения: 11 июня 2007. Архивировано 20 февраля 2007 года.
- Hoyt, Edwin P., On To The Yalu, (1984), ISBN 0-8128-2977-8